# Chisasibi Airport
Chisasibi Airport är en flygplats i Kanada.   Den ligger i regionen Nord-du-Québec och provinsen Québec, i den östra delen av landet, 1 000 km norr om huvudstaden Ottawa. Chisasibi Airport ligger 8 meter över havet.
Terrängen runt Chisasibi Airport är platt, och sluttar västerut. Runt Chisasibi Airport är det mycket glesbefolkat, med 3 invånare per kvadratkilometer.. 